# Incerticyclus
Incerticyclus là một chi ốc nhiệt đới đất liền có mang và nắp (động vật chân bụng)|nắp ốc, là động vật chân bụng sống trên cạn động vật thân mềm in the nhóm không chính thức Architaenioglossa belonging to the clade Caenogastropoda (theo hệ thống phân loại các loài Gastropoda của Bouchet & Rocroi, 2005).

## Các loài
Các loài trong chi Incerticyclus include:
- Incerticyclus cinereus
- Incerticyclus martinicensis
- Incerticyclus perpallidus
- Incerticyclus prominulus